# ميخائيل سميث (صاحب مطعم)
ميخائيل سميث هو صاحب مطعم وطباخ ومقدم تلفزيوني كندي، ولد في 12 أكتوبر 1966 في نيويورك في الولايات المتحدة.

## وصلات خارجية
- الموقع الرسمي
- مايكل سميث على موقع IMDb (الإنجليزية)
- مايكل سميث على موقع قاعدة بيانات الفيلم (الإنجليزية)